# 盧弼
盧弼（1876年—1967年），字慎之，湖北沔阳（今仙桃市）人，清末民初官员、历史学家。

## 生平
盧弼是清朝附贡生。1898年，他在沔阳刻印了严复翻译的《天演论》。1902年，他获湖北官费派赴日本留学，入东京弘文书院速成师范科。1903年归国。1905年，他赴日本入早稻田大学政治经济科学习。1908年，他回国应试，获得法政科举人。他曾任黑龙江全省交涉局会办，参加了中俄边界的勘定工作。
中华民国成立后，1913年任黑龙江省检察厅检察长，后来担任国务院秘书长。1917年，他任平政院评事。他和哥哥卢靖刻印了《湖北先正遗书》。1926年后，他辞职离开政界，住在天津，潜心研究学术，并收藏了十多万卷善本。中華人民共和國成立後，盧弼繼續留在天津。
1967年，盧弼逝世。

## 著作
- 《三国志集解》
- 《三国志集解补》
- 《慎园文选》